# Daniel Leo
Daniel Cosimo Osvaldo Leo (Lugano, Suiza, 19 de septiembre de 2001) es un futbolista suizo que juega de defensa en el Perugia Calcio cedido por el Crotone de la Serie C.

## Primeros años
Nacido en Lugano, Suiza, es de origen italiano. Estudió en el SCC Bellinzona.

## Trayectoria

### Inicios
Comenzó su carrera en las categorías inferiores como extremo derecho en el Savosa-Massagno en 2010, antes de pasar al F. C. Lugano en 2011. Luego se incorporó al Team Ticino -un club afiliado al Lugano- en 2014, dónde comenzó a jugar como lateral derecho.
El 10 de julio de 2019, regresó al Lugano, jugando un partido amistoso contra el Inter de Milán cuatro días después; dio la asistencia del único gol del Lugano en la derrota por 2-1. El 11 de agosto de 2019, se trasladó a la Juventus.

### Juventus de Turín "B"
Debutó en la Serie C con la Juventus de Turín "B" -el equipo de reserva de la Juventus de Turín- el 28 de octubre de 2020, en una derrota a domicilio por 2-1 ante el Como 1907.

## Selección nacional
En 2020, fue incluido en la selección suiza sub-20.

## Estilo de juego
Comenzó como extremo derecho, pero fue trasladado al lateral derecho cuando estaba en el Team Ticino. Tiene un buen físico y una buena colocación, y es capaz de jugar tanto de lateral en una formación de tres como de lateral tradicional en una defensa de cuatro.

## Estadísticas

### Clubes
Actualizado al último partido disputado el 21 de mayo de 2022.
| Club                           | Div.          | Temporada     | Liga  | Liga  | Copas nacionales | Copas nacionales | Copas internacionales | Copas internacionales | Total | Total |
| Club                           | Div.          | Temporada     | Part. | Goles | Part.            | Goles            | Part.                 | Goles                 | Part. | Goles |
| ------------------------------ | ------------- | ------------- | ----- | ----- | ---------------- | ---------------- | --------------------- | --------------------- | ----- | ----- |
| Juventus de Turín "B" · Italia | 3.ª           | 2020-21       | 6     | 0     | 1                | 0                | —                     | —                     | 7     | 0     |
| Juventus de Turín "B" · Italia | 3.ª           | 2021-22       | 26    | 0     | 0                | 0                | —                     | —                     | 26    | 0     |
| Juventus de Turín "B" · Italia | Total club    | Total club    | 32    | 0     | 1                | 0                | 0                     | 0                     | 33    | 0     |
| Total carrera                  | Total carrera | Total carrera | 32    | 0     | 1                | 0                | 0                     | 0                     | 33    | 0     |